# تلغنجا
تلغنجا: تسمى أيضا تنغنجا (في المناطق التي تنطق اللام نونا) وتلاغنجا، تاغنجا، بلغنجا، بلغنجاو، غنجا حسب المناطق. بحروف تيفيناغ ⵜⵍⵖⵏⵊⴰ أو ⵜⵍⴰⵖⵏⵊⴰ أو ⵜⴰⵖⵏⵊⴰ أو ⴱⵍⵖⵏⵊⴰ، أما باللاتينية فتكتب في الغالب؛ Taghounja,Taghunja أو Tleghounja Tlghenja، Belghounja. في مناطق أخرى يطلق عليها مانطا، ماطا، أم طانڭي، طانڭو، طانبو وطاطمبو، هو أبرز طقس من بين طقوس الاستمطار وعادة أمازيغية قديمة يمارسها سكان القرى في العديد من مناطق المغرب وشمال إفريقيا لاستدرار المطر في فترات الجفاف.

## أصل ودلالة التسمية
يرجع أصل تسمية هذا الطقس المائي ب" تلغنجا" إلى الكلمة الأمازيغية "أغنجا"، ومؤنثها" تاغنجاوت"، التي تحيل في التداول اللغوي الأمازيغي إلى المِغْرَفَة،  وهي أداة من خشب أو معدن تُغرف بها أنواع من الأطعمة كالحريرة والكسكس، لها ذراعٌ تنتهي بدائرة مقعرة، لذلك فعادة "تلغنجا" تستمد اسمها من هذه الملعقة المستخدمة لصب المرق والتي يتم الاعتناء بها بإلباسها على شكل دمية، حيث تتزين لتتخذ هيئة عروس  يطاف بها أثناء ممارسة هذا الطقس الفلاحي. حتى في المناطق التي يستعاض فيها عن "أغنجا"بأشياء أخرى كالقصب أو القمع، أو المسحاة، فإن هذه الدمى ورغم اختلاف ما صنعت منه، تظل تحمل اسم غونجا أو تلغنجا أو تاسليت أونزار.

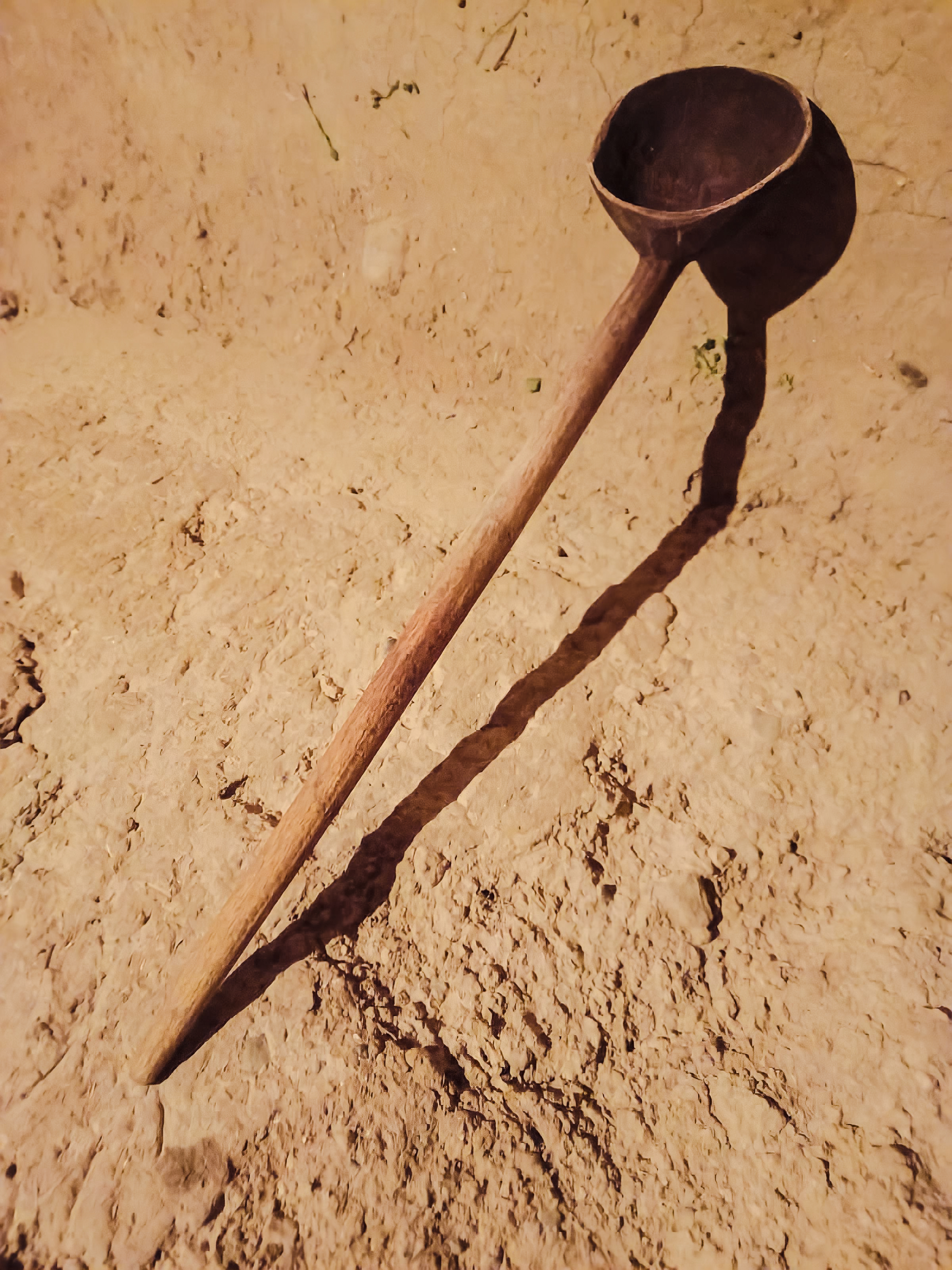
أغنجا: المغرفة الخشبية التي تصنع منها تلغنجا

هذا فيما يتعلق بأصل التسمية، أما فهم دلالتها فقد أسهب فيه عدد من اللسانيين، إذ يحتاج إلى تفكيك كلمة "تلاغنجا" المكونة من شقين؛ "تلا" أي صاحبة، مالكة أو ذات، و "أغنجا" أي المغرفة، ليصبح المعنى هو؛ صاحبة، مالكة، ذات المغرفة، بينما تتكون "تلغنجا" من كلمتين مدمجتين وهما؛ فعل "تل" أي تسلقْ أو غط  و"أغنجا" التي تعني المغرفة،  ليكون معناها التام هو المغرفة الملفوفة أو المغطاة.

### تلغنجا بين التذكير والتأنيث
تلغنجا أو تلاغنجا كلمة أمازيغية مؤنثة، لم يكن إيرادها بهذه الصيغة حسب من تناولوا هذا الطقس اعتباطيا، بل للترميز للخصوبة والعطاء، فهي معادل للمرأة ولمكانتها الاعتبارية، رغم أن عروس تلغنجا مكونة أصلا من عنصر مذكر هو أغنجا، إلا أن ارتباط هذه الأداة بالمطبخ يسقط عنها صفة الذكورة تلك ويجعلها أنوثية، كما أن استعمالها لصناعة عروس رمزية يدل على نفي التذكير عن لفظ أغنجا، وما يُستشهد به على أن اختيار هذا الاسم وهذه الأداة لم يكن محض صدفة، بل لرمزيتها الأنثوية؛ اقتصار هذا الطقس على النساء، وهو ما يجعل منه حفلا نسويا بامتياز، أما في المناطق الناطقة بالدارجة، فإن استعمال كلمة تغنجة أو تاغنجا أو تاغنجة، أحالها إلى كلمة مخنثة ماهي بالمذكر وما هي بالمؤنث أو الأصح أنها تجمع بين الذكورة والأنوثة، غير أن المثير للانتباه أن هذه الكلمة ترد في عدة مناطق بصيغة المذكر؛ بلغنجا، بلغنجاو وبلغنجو، والسبب في ذلك يعود إلى الحجم الكبير للمغرفة الخشبية التي تصنع منها العروس، فالهدف إذًا هنا هو التكبير وليس التذكير، لأن الدمية عروس أرضية لعريس سماوي ولا يمكن منطقيا أن تكون ذكرا.
في مناطق أخرى وأثناء تنظيم هذا الطقس، يحضر الذكر إلى جانب تلغنجا الأنثى، حيث يطلق عليه اسم أرياز ن تلغنجا أي زوج تلغنجا. في الأطلس المتوسط يوجد طقس استمطاري غريب نوعا ما، يسمى هذا الطقس "علي بو تكلموست" أي "علي صاحب القبعة" وهو شخصية أسطورية لا معلومات عنها، وتظهر غرابة هذا الطقس في صيغته المذكرة وصفته الذكورية، بل في انحصار المشاركة فيه على الرجال دون النساء، على عكس طقس تلغنجا تماما.

## أصل تلغنجا

### الأسطورة المؤصلة والمفسرة لتلغنجا
انشغل عدد من الباحثين المغاربيين والأجانب المهتمين بالتدين والميثولوجيا الأمازيغية بالنبش في أصول الطقوس الأمازيغية وتفسيرها ومنها تلغنجا، حيث أفردوا لها عدة مقالات وأبحاث باعتبارها طقسا من طقوس الاستمطار، وقد ركز الكثير منهم بالخصوص على هذه العادة الضاربة في عمق القدم، وعلى رأس هؤلاء الذين اهتموا بأصل تلغنجا وغيرها من طقوس الاستمطار بشمال إفريقيا، نجد المستشرق الفرنسي ألفريد بيل Alfred Bel و روني باصي  René Basset و إميل لاوست Émile Laoust  و غابرييل كامب Gabriel Camps وإدموند دوتي Edmond Doutté، غير أن الكاهن هنري جينيفوا Henri Génevois يعتبر أول من أصل لهذا الطقس، إذ أورد قصة هي الوحيدة المفسرة لتلغنجا،، قبل أن ينقلها عنه الكثير من المهتمين أبرزهم غابرييل كامب، لكن هذه الحكاية التي أوردها جينيفوا لا تحسم في أصل هذا الطقس وكون منطلقه من الجزائر، فالواقع أن هذه الحكاية ظلت منتشرة في العديد من مناطق المغرب كتافيلالت و كل مناطق الأطلس المتوسط. وبقيت متداولة إلى حدود سنة2011 على الأقل وبروايات مختلفة لا تمس جوهر الأسطورة ولا شخصياتها في شيء.
يقول ملخص هذه الأسطورة المتداولة بروايات مختلفة تحتمل الزيادة والنقصان خاصة أنها مترجمة من الفرنسية، والتي استقاها Gènevois من قبيلة أيت زيكي بمنطقة القبايل الجزائرية؛ "إن إله المطر "أنزار"، أُغرم بفتاة في غاية الحسن والجمال، اعتادت هذه الفتاة أن تستحم  في أحد الأنهار وهي عارية، وذات يوم نزل إليها أنزار من أعلى السماء وراودها عن نفسها، لكنها امتنعت عنه وصدته معتبرة ذلك عارا، استشاط الإله أنزار غضبا، وأقسم أن يجعل النهر ينضب ويجف انتقاما منها، وهو ما حصل بالفعل بمجرد أن أدار خاتمه، مما جعل الفتاة تندم وتقتفي أثره نحو السماء لاستجدائه، ولأنه لم يكن بقادر على أن يرفض لها طلبا أمام جمالها الأخاذ، فقد أعاد للنهر جريانه، فاخضرت الحقول". ومنذ ذلك الحين، وفي أوقات الجفاف، اعتاد الناس على تقديم عروس (رمزية أو حقيقية) لإله المطر"أنزار"توسلا إليه لإدرار المطر ودفعا لسخطه ودرءا للقحط والجفاف. نفس القصة تقريبا أوردها سالم بن لباد في مقال له بعنوان؛ "سوسيولوجية الأسطورة الأمازيغية في الجزائر: أنزار طقس الاستمطار أنموذجا"، نقلا عن عجوز قبايلية تدعى لالة فاطمة إيديري.
يبدو أن  الحكاية السالفة، هي التي تفسر إطلاق الكثير من المناطق على تلغنجا اسم "تسليت أو تسريت ن أوجنا"،  أي عروس السماء، أو "تسليت ن أونزار"، أي عروس المطر أو "تسليت ن وامان"، أي عروس الماء، في حين يطلق الكثير من الأمازيغ هذا الاسم على قوس قزح، وهنا تجدر الإشارة إلى أن قوس قزح يعرف في العامية المغربية باسم "عروسة الشّتا"، وهو ترجمة حرفية لتسمية (تيسليت أونزار).

### الأصل الديني لطقس تلغنجا
يصعب وضع تاريخ دقيق لبداية تلغنجا أو التأصيل لها دينيا، إلا أن الدراسات التي تطرقت لهذا الطقس تجمع على أنه موغل في القدم. إنها من بين العادات والتقاليد التي يمكن ربطها بطقوس قديمة من منطلق أنثربولوجي، ومن بقايا عادات وثنية قديمة تضرب بجذورها في مغرب ما قبل الإسلام، إذ لها علاقة على ما يبدو بالإلهة كايليستيس واهبة المطر المخصب للأرض التي انتشرت عبادتها بين القرنين الثاني والخامس الميلاديين، بل إن هناك من يرجع هذه الممارسات الطقوسية المرتبطة بالماء إلى فترات زمنية تمتد إلى ما قبل التاريخ، ويعتبرها من الإرث اللوبي المحض. علاوة على هذه النظريات التي حاولت التأصيل لطقس تلغنجا وغيرها من الطقوس المغربية بالخصوص والشمال إفريقية عموما، هناك من يرى بأنها من ترسبات اليهودية الأمازيغية التي تعني خليطا من اليهودية وبقايا الوثنية، إذ يعتبر أصحاب هذه النظرية بأن اليهود وجدوا أمامهم معتقدات أمازيغية وثنية وعلى رأسها طقس تلغنجا، فكان لزاما عليهم تكييفها ودينهم الجديد، وهذا الرأي له ما يبرره تاريخيا باعتبار أن الأمازيغ تهودوا وتنصروا وبقي منهم مجوس حتى بعد انتشار هاتين الديانتين، بل وحتى بعد انتشار الإسلام بقرون، فقد ظلت مجموعة من البدع منتشرة بينهم، وهذا ما يفسر حسم البعض في تصنيفها في خانة الممارسات الوثنية المستمرة في المجتمع المدني الإسلامي، كما لا يستبعد آخرون أن تكون لها جذور وثنية، فإذا كان كثيرون وعلى رأسهم لاوست يعتبرون هذا الطقس عادة وثنية قديمة وبدائية لاستعطاف السماء ومن الطقوس التي احتواها الإسلام في إطار صلاة الاستسقاء، فإن كامب يصنف تلغنجا التي يسميها عروس المطر ضمن أشهر الممارسات السحرية لاستدرار المطر وأوسعها انتشارا. إنها من ضمن الكثير من الممارسات المشوبة بالسحر والتي لم يقض عليها الإسلام، أما إدموند دوتي فإنه رغم غياب دليل مادي حاسم-حسبه- على وجود معتقدات إسلامية محلية مبنية على أطلال معتقد آخر، وإن كان من المستحيل الوصول إلى نتائج دقيقة فيما يتعلق بتأثير اليهودية والمسيحية والبونية القديمة في المعتقدات الأمازيغية واستمرار تلك التأثيرات في الإسلام، فهذا لا يمنع من ملاحظة ممارسات وثنية ومسيحية في مجموعة من الأعياد بشمال إفريقيا، بل وأعياد غريبة عن الإسلام.
والخلاصة أو التوجه العام حسب الدراسات السابقة، فإن تلغنجا يمكن تصنيفها ضمن الطقوس والمعتقدات الأمازيغية الضاربة في عمق القدم والتي استطاع المسلمون أسلمتها، بل والدفاع عنها ونشرها، ومن مظاهر هذه الأسلمة ربط طقس تلغنجا بيوم الجمعة وإقامته في الغالب قرب المساجد وأضرحة الأولياء، وكذا ما يصاحب ذلك من أدعية وابتهالات وصلوات،  لذلك نجد أن ما ضمن لهذا الطقس استمراريته حتى بعد انتشار الإسلام، رغم أنه من الممارسات السابقة له، هو إجازة المرابطين(الأولياء) لمثل هذه الطقوس ما دامت لا تنال من إيمان المؤمن. إن هذا التكييف الذي وقع على المعتقدات القديمة أو ما يصطلح عليه بالأسلمة هي التي دفعت بعض الباحثين إلى اعتبار صلاة الاستسقاء نسخة إسلامية لتلغنجا الأمازيغية، بل وتصنيف هذا الطقس أصلا لها. وفي مقابل أصحاب رأي الأصل الوثني الأمازيغي، هناك من يعتبر تلغنجا طقسا من أصول كنعانية وفينيقية مشبها إياه بطقس"أم الغيث" المنتشر في مناطق من الشرق الأوسط والعراق والشام والجزيرة الفراتية. لكن هذا الرأي يصطدم بالعثور على نقوش صخرية في فزان وطاسيلي اللتين كانتا بعيدتين جدا عن المؤثرات الفينيقية، تُفسَّر على أنها لأشخاص يؤدون طقس الاستمطار.
في السياق ذاته، أورد باحثون وجود طقس مشابه إلى حد ما لتلغنجا في مصر يعود إلى المرحلة الفرعونية، يتمثل هذا الطقس في صنع دمية تسمى"عروس النيل" بديلا عن عذراء حقيقية كانت تلقى في نهر النيل للزيادة من منسوبه واستعطاء عطفه، غير أن هذا التشابه بين"عروس النيل" وتلغنجا لا يمكن أن يحسم جدل أصل هذا الطقس العريق، لأن التأثير قد يكون عكسيا، أي قد يكون المصريون القدامى هم من نقلوا بعض الطقوس من وعن الأمازيغ ومنها طقوس الاستمطار، خاصة وأن ملوكا أمازيغ من أصل ليبي نجحوا في الوصول إلى حكم مصر، كما أن اليهود الذين عاشوا في مصر الفرعونية كانوا متشبعين بالثقافة الأمازيغية ونقلوا إليها الكثير من المصطلحات والمفاهيم من شمال إفريقيا، يضاف إلى كل ذلك أن مظاهر التأثير الليبي في الحضارة المصرية القديمة جلي في الدين والفن، حيث ترجع بعض المعبودات إلى أصل ليبي. إن هذا التأثير والتأثر هو الذي جعل المؤرخ الإغريقي هيرودوت، ينتبه منذ القرن الخامس قبل الميلاد إلى تشابه عادات القبائل الليبية(الأمازيغية القديمة) ومعتقداتها من المحيط الأطلسي غربا إلى الحدود المصرية الفرعونية شرقا.

## طقوس الاحتفال بتلغنجا

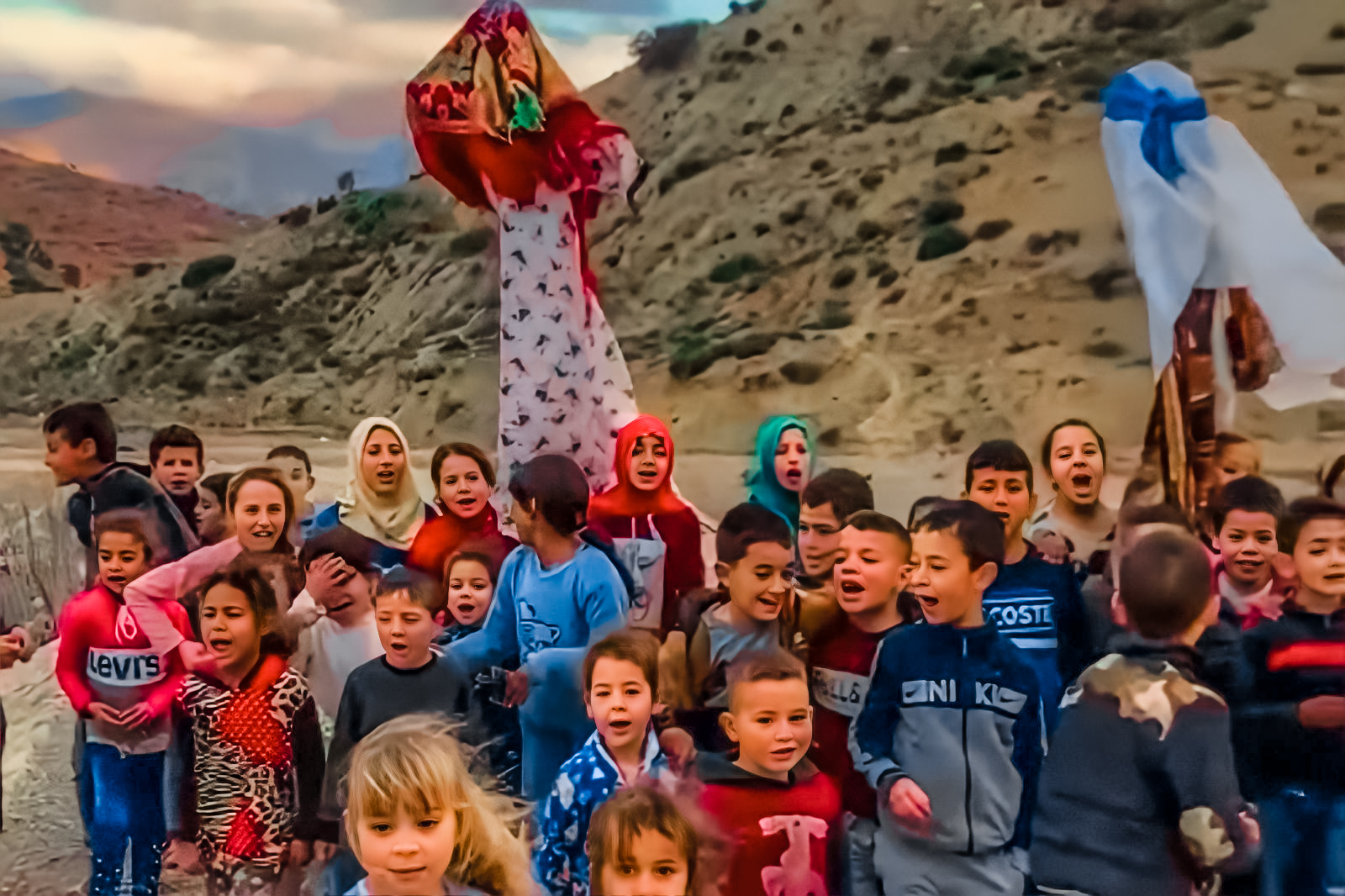
أطفال يحملون تلغنجا

### طريقة الاحتفال
يعتبر إميل لاوست من خلال كتابه Mots et Choses berbères أبرز من وصف تفاصيل الاحتفال بتلغنجا في المغرب ومناطق متفرقة من شمال إفريقيا ورصد الفروقات التي تميز هذا الاحتفال، بيد أنه رغم الاختلافات التي تطبع تنظيم طقس تلغنجا والتنوع الذي يميزه من منطقة إلى أخرى، إلا أنها تبقى اختلافات بسيطة لا تمس جوهره وهدفه الذي هو الاستمطار، حيث تتشابه طريقة ممارسة هذا الطقس بعناصرها الرئيسية في مختلف المناطق ولم تسجل إلا تباينات طفيفة جدا فيما بينها. بالرغم من وجود هذه الاختلافات التي تهم سواء شكل الدمية وكسوتها أو المواد التي تتخذ منها العروس، وكذا الأغاني والأهازيج التي يتم ترديدها، إلا أنها تظل اختلافات شكلية لا تفصل الطقس عن قواعده المنظمة من طرف الأفراد، ولا تفقده شحنته الرمزية التي يتخذها، هذا فضلا عن تشابه الخلفية الأسطورية التي أنشأته.
إن القاسم المشترك في إحياء هذه العادة بين مناطق مختلفة من المغرب وشمال إفريقيا رغم بعد المسافة بينها، وسواء كانت ناطقة بالأمازيغية أو العربية؛ هو إعداد مغرفة أو مغرفتين متقابلتين عادة ما تكونان خشبيتين، قعرهما إلى السماء على شكل كفين متضرعين، وإلباسهما لباس العروس، التي يطاف بها على البيوت لجمع ما تيسر من الدقيق والزيت والخضر واللحم، في موكب مكون حصرا من النساء والأطفال مع ترديد أناشيد وأهازيج تتوسل نزول المطر، وكل بيت تمر به العروس يتم رشها بالماء، بينما في مناطق أخرى، يُملأ كفيها به قبل انطلاق الموكب، لينتهي بعد ذلك هذا الطقس بطعام جماعي يكون في الغالب الكسكس الذي يتم إعداده في المنازل. أو تحضيره قرب الوادي أو الساقية أو في بيت مهجور، حيث تسمى هذه المأدبة الجماعية ب" الصدقت" أو "الباروك" أو "المعروف".
الخلاصة أن الركائز الجامعة لطقس تلغنجا عبر ربوع المغرب وشمال إفريقيا هي؛
-وجود عروس "تلغنجا"(مع اختلاف التسمية)
-وجود موكب مكون من النساء والأطفال
-أناشيد وابتهالات لطلب المطر
-طعام جماعي في نهاية الطقس، والذي يكون عادة الكسكس.

### أوقات الاحتفال

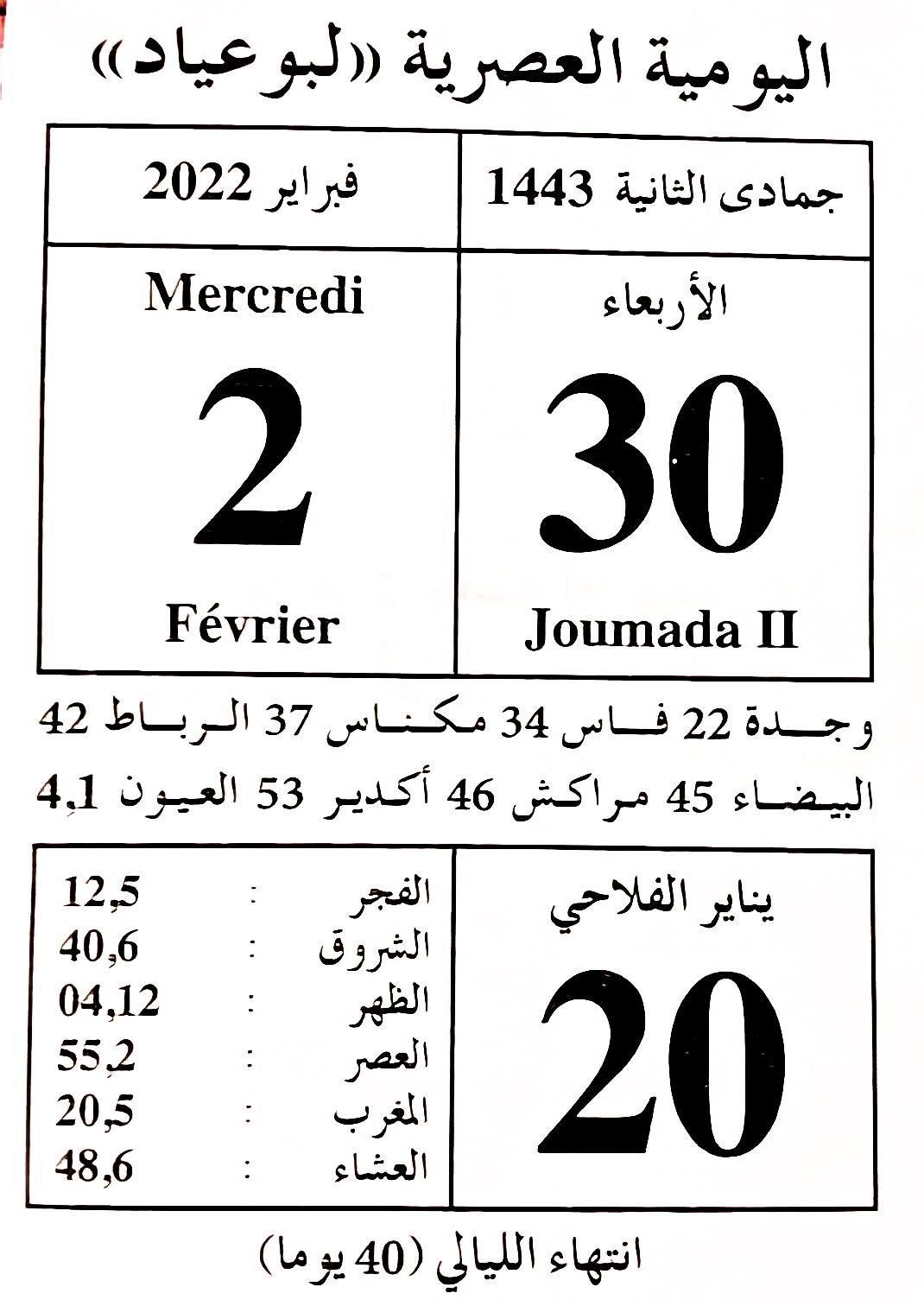
يومية مغربية تشير لنهاية فترة الليالي لسنة 2022

لا يوجد وقت محدد ولا تاريخ دقيق ومضبوط لتنظيم والاحتفال بتلغنجا، فهذا الطقس كالكثير من طقوس الاستمطار، ينظم على العموم في أوقات الجذب والقحط، وليس له وقت محدد زمنيا كعاشوراء أو بيلماون، وإنما يرتبط الأمر تحديدا بانحباس المطر، لهذا فطقس تلغنجا متعلق بالجفاف بعينه، فهو لم يكن يوما حفلا سنويا ولا شهريا أو أسبوعيا أو فصليا، إنه مرتبط بزمن الجفاف، لأن الجفاف حالة وليس فصلا، لهذا لا يجوز القول بأنه مرتبط بفصل الصيف، لأن الأمر في الحقيقة ليس كذلك. بالرغم من عدم انتظام الاحتفال بتلغنجا كل سنة وفي وقت معروف، لأنه طقس وليد عدم انتظام التساقطات والخوف من المستقبل غير الممطر، إلا أنه غالبا ما يتم خلال نفس الفصل، أي خلال فصل الشتاء أو في بداية فصل الربيع، حينما تكون الحبوب التي لم تنضج بعد مهددة بالموت نتيجة ندرة الماء. وكما هو معروف، فتلغنجا ليس عيدا دينيا ولا وطنيا محدد زمنيا، بل هو طقس مائي يستعيده القرويون كلما جفت الأرض وتخلف المطر، ودائما ما يقام بعد الزوال، إنه كأغلب الممارسات والطقوس الفلاحية التي تخضع للظروف المناخية التي تختلف من منطقة إلى أخرى، وترتبط في المجتمع المغربي بالمواسم الاحتفالية كبداية السنة الفلاحية أو أثناء الربيع أو في نهاية الحصاد، ومع غياب وقت محدد لهذا الطقس واختلاف توقيته من منطقة إلى أخرى، إلا أن الباحثة Marie-Luce Gélard تؤطره زمنيا في المناطق الصحراوية بما بين دجنبر وفبراير، أي في مرحلة البذر، وفي مناطق أخرى فإن تنظيم هذا الطقس قد يتأخر إلى مارس. هذا بينما حدد لاوست وقت تنظيمه ببعض المناطق المغربية في فصلي الربيع والخريف، وفي مناطق أخرى مثل ولاد يحي ينظم بداية فصل الشتاء المعروف عند الفلاحين المغاربة بالليالي،-وحسب لاوست دائما- فهو على العموم يقام بين 10 و15 من الشهر القمري.
مع مجيء الإسلام الذي لم يستطع القضاء على المعتقدات والطقوس الأمازيغية، بل أدمجها وكيفها مع مقتضياته، أصبحت بعض المناطق تربط تنظيم تلغنجا بيوم الجمعة لما له من دلالات رمزية دينية قوية، فهو اليوم المبارك وخير الأيام لدى المغاربة. في هذا الصدد سجلت الباحثة حنان حمودا أن طقوس تاغنجا في سكورة أولاد عميرة جنوب شرق المغرب تبدأ مع الساعات الأولى لصباح يوم الجمعة.

### أناشيد تلغنجا
كما تختلف عادات تنظيم طقس تلغنجا اختلافات طفيفة من منطقة إلى أخرى، كذلك تختلف الأهازيج والأناشيد المصاحبة له، دون أن يصل هذا الاختلاف إلى مستوى الخروج عن الهدف الأسمى من هذا الطقس والذي هو الاستمطار. يتجلى هذا الاختلاف سواء بين المناطق الناطقة بالدارجة المغربية أو بين تلك المتحدثة بالأمازيغية.
من أشهر هذه الأناشيد المنتشرة في المناطق الناطقة بالدارجة تلك التي أورد إميل لاوست جزءا منها والتي سجلها في أحواز مراكش، حيث تقول الأنشودة(مع ترجمتها التقريبية):
وفي مناطق أخرى نجد الأرجوزة كاملة كما يلي:
أما في المناطق الأمازيغية فقد أورد لاوست أناشيد متنوعة بتنوع المناطق التي استقاها منها، و على سبيل المثال تلك التي نقلها من آيت شيتاشن بإقليم أزيلال والتي تقول(مع ترجمة تقريبية):
تلغنجا ڭراغد أنزار
تلغنجا أمطرينا
تلغنجا أويد أنزار
تلغنجا إتينا بالمطر
أتنكر توڭا ڭ إغالن
لينمو العشب في التلال
أد إيلين إزامارن
وتكثر الخرفان.
وعند قبيلة أيت خباش العطاوية بالجنوب الشرقي نقلت الأنثربولوجية الفرنسية Marie Luce Gélard جزءا صغيرا من أنشودة طويلة تقال أثناء موكب تلغنجا(مع ترجمة تقرييية)؛
أ تلغنجا أسي أوراون نم س إڭنا
يا تلغنجا ارفعي كفيك إلى السماء
غر إربي أد إڭ أنزار س كيڭان
واطلبي الله أن يرسل المطر مدرارا
إقور وا طوب أمولانا
لقد جفت الأرض يا مولانا
سومغاتيد أربي ناو
ارويها يا إلهي
ديغ ياد أر أڭماضين
لقد هاجرت حتى الضفة الأخرى
خس أنزار أيديد إروران
ولم يرجعني سوى المطر.
وهذه تتمتها كاملة:
أيسلي، بابا، خيي (إشارة على ما يبدو لأنزار)
أيها العريس، يا أبي، يا أخي
أد إڭ أمغار أر إتنباض
أتمنى أن تصبح حاكما
أتيخسي يوڭلن س أوضار نس
أيتها الذبيحة المعلقة من رجلها
تينك أبابا خيي ناو
إنها لك يا أبي، يا أخي
وفي الصحراء، التي تعتبر فيها رقصة تغنجة نوعا من أنواع الرقص الحساني، يتم ترديد هذه الأرجوزة(مع ترجمتها التقريبية):

## تلغنجا بين الاستمطار والاستصحاء
الأصل في تلغنجا هو الاستمطار، لكن هذا الطقس يمكن تحويله إلى عكس المراد منه بتغيير وضعية المغرفة، وذلك عندما تكون الأمطار مدمرة ومهددة للمحاصيل والبيوت، فيصبح طقسا للاستصحاء، أي لطلب توقف المطر وذهاب الغيوم.
لقد آمن الإنسان منذ القديم أن الماء مثلما هو أصل الوجود ومنبع الحياة وأول المخلوقات وأصلها، فهو في نفس الوقت يمكن أن يدمرها في أي وقت، فيتبدل إلى مصدر ورمز للمصائب والكوارث العظيمة،وعندما جاء الإسلام أكد هذا الأصل المائي لكل شيء وذلك في قوله تعالى؛ ﴿أَوَلَمْ يَرَ الَّذِينَ كَفَرُوا أَنَّ السَّمَاوَاتِ وَالْأَرْضَ كَانَتَا رَتْقًا فَفَتَقْنَاهُمَا وَجَعَلْنَا مِنَ الْمَاءِ كُلَّ شَيْءٍ حَيٍّ أَفَلَا يُؤْمِنُونَ ۝٣٠﴾ [الأنبياء:30]، كما أكد ثنائية العقاب والثواب بالمطر، إذ اعتُبر المطر خاصة والماء عموما في أحايين كثيرة أداة إلهية عقابية لعقاب المذنب والعفو عن البريء مثل نوح، ولأجل كل ذلك، عمل الإنسان القديم على تفادي ضرر الأمطار واتقاء خطرها بابتداع طقوس عكسية، ولم يكن سكان شمال أفريقيا الأقدمون عموما والمغرب على وجه التحديد بمنأى عن هذا التصور، فمارسوا هم أيضا عدة طقوس لاستجداء لطف السماء ومنها تلغنجا نفسها، وما ذلك إلا لارتباط حياة هذا الإنسان الشمال إفريقي بالمطر منذ القدم إما بطلبه للسقي، حيث شكلت الزراعة أهم نشاط له، أو باستعطاف توقفه عندما تتحول هذه النعمة إلى نقمة وخاصة في فصل الصيف والخريف، إذ يسبب حمى حادة لا يفلت منها إلا القليل من الناس، ويفسد معظم التمر وتكون الغلة مزرية.
إذا كان طقس تلغنجا الاستمطاري يكاد يكون عاما في عموم شمال إفريقيا مع اختلافات بسيطة، فإن طقوس الاستصحاء على العكس من ذلك كثيرة ومتنوعة، فقد ذكر إميل لاوست العديد منها مما يمارس في مناطق مختلفة من المغرب، كما أشار إشارة طفيفة إلى طقس تلغنجا العكسي عند إمتوڭا. يقوم هذا الطقس الذي كان منتشرا كذلك في الجنوب الشرقي للمغرب، على قلب المغرفتين المكونتين لعروس تلغنجا بإدارة وجههما المقبب نحو الأعلى والأجوف نحو الأسفل تعبيرا عن الاستكفاء من المطر وطلب توقفه، حيث تتولى تلك المهمة في الغالب زوجة الفقيه.
يترجم قلب المغرفة الرغبة في احتباس المطر،   إنه طقس رمزي مرادف لما تفعله نساء طاطا ومناطق أخرى في الجنوب عند رغبتهن في توقيف الأمطار المدمرة، حيث يكشفن عن مؤخراتهن وتوجيهها إلى السماء(أنزار)، وهذا الطقس يسمى في أشتوكن وحاحا بتامسقورِّيت، وإذاً فقلب المغرفة(أغنجا) بإبداء ظهرها المقبب نحو الأعلى والمجوف نحو الأسفل يصبح رمزا للعقم والتماس توقف المطر(أي الإست العقيم)، إنه قلب لعضو التأنيث وإخفاء لرمز الخصوبة والولادة مقابل إظهار الإست العقيم. الملاحظ أن  الذين تناولوا طقس الاستصحاء المتمثل في قلب المغرفة، لم يشيروا إلى وجود أناشيد وأهازيج مرافقة لهذا الطقس على عكس ما هو موجود في صيغته الاستمطارية، غير أن النساء في جنوب شرق المغرب، كثيرا ما يرددن" أداغ إسيك ربي ڭر إڭوسيفن" أي؛ "اللهم الطف بنا بين الأنواء"، في حالة الأمطار الطوفانية، أما في مناطق أخرى فنجد المغاربة يكثرون من قول؛ "قْدْ النفع أ ربي"، أي؛ على قدر النفع أمطرنا يا الله.

## فيلم تغنجة
سنة 1980 أخرج عبدو عشوبة فيلما دراميا حمل عنوان تغنجة، وتقوم قصة الفيلم على سفر بطله العربي باطما إلى ربوع المغرب العميق لسبر أغوار تراثه واستغلاله في كتابة كلمات أغنية جديدة. تتجلى قيمة وأهمية الفيلم في إثارته لقضية مهمة وهي ضرورة الاهتمام بالتراث المغربي والعودة إليه واستثماره في الإبداع الفني، حيث يبدأ الفيلم بإصرار عمر السيد على زميله في مجموعة ناس الغيوان بضرورة الرجوع إلى التراث لتأليف كلمات أغنية جديدة.
ينتهي الفيلم بمشهد غير مألوف في طقس تلغنجا، يتكون من مجموعة رجال يحملون تماثيل تلغنجا على عكس المعتاد في هذا الحفل النسائي بامتياز، وهم يرددون مزيجا من الأدعية والأهازيج التي تقول؛
كما لهذه المجموعة أغنية بنفس العنوان وإن لم ترد فيها كلمة تاغنجا، يقول مقطع منها:

## تلغنجا اليوم
رغم تسجيل بعض الباحثين استمرار طقس تلغنجا في عدة مناطق بالمغرب حتى السنوات الأخيرة، ورغم المجهودات التي تقوم بها بعض الجمعيات النشيطة في المجال الثقافي للحفاظ على هذا التراث العريق، إلا أنه عرف تراجعا كبيرا في الآونة الأخيرة لأسباب عدة منها؛ أن الناس لم يعودوا يؤمنون به ويعتبرونه من أساطير الأولين، ومرد ذلك ربما إلى تحسن المستوى العلمي للسكان والتطور التكنولوجي، خاصة فيما يتصل بأحوال الطقس والأرصاد الجوية، وكذا انفتاح البوادي المغربية على محيطها الخارجي وعلى الثقافات والشعوب الأخرى إما بفضل التلفاز ومواقع التواصل الاجتماعي أو بسبب الهجرة الخارجية، بعدما كانت عزلتها المكانية وانغلاقها وبساطة حياتها وبعدها عن التأثيرات الخارجية وظروفها المناخية المتسمة بعدم انتظام التساقطات هو الضامن لاستمرار تلك الطقوس والعادات. وفضلا عن كل ذلك، يفسر تراجع هذا الطقس بالسلطة المستحدثة بالبلاد المغاربية المقصود بها سلطة الرجل على المرأة. وكذا النظرة الاختزالية والتحقيرية التي يُنظر بها إلى مثل هذه الطقوس والممارسات باعتبارها ثقافة شعبية بدائية لا تصلح إلا للاستعراضات السياحية.

## معرض الصور

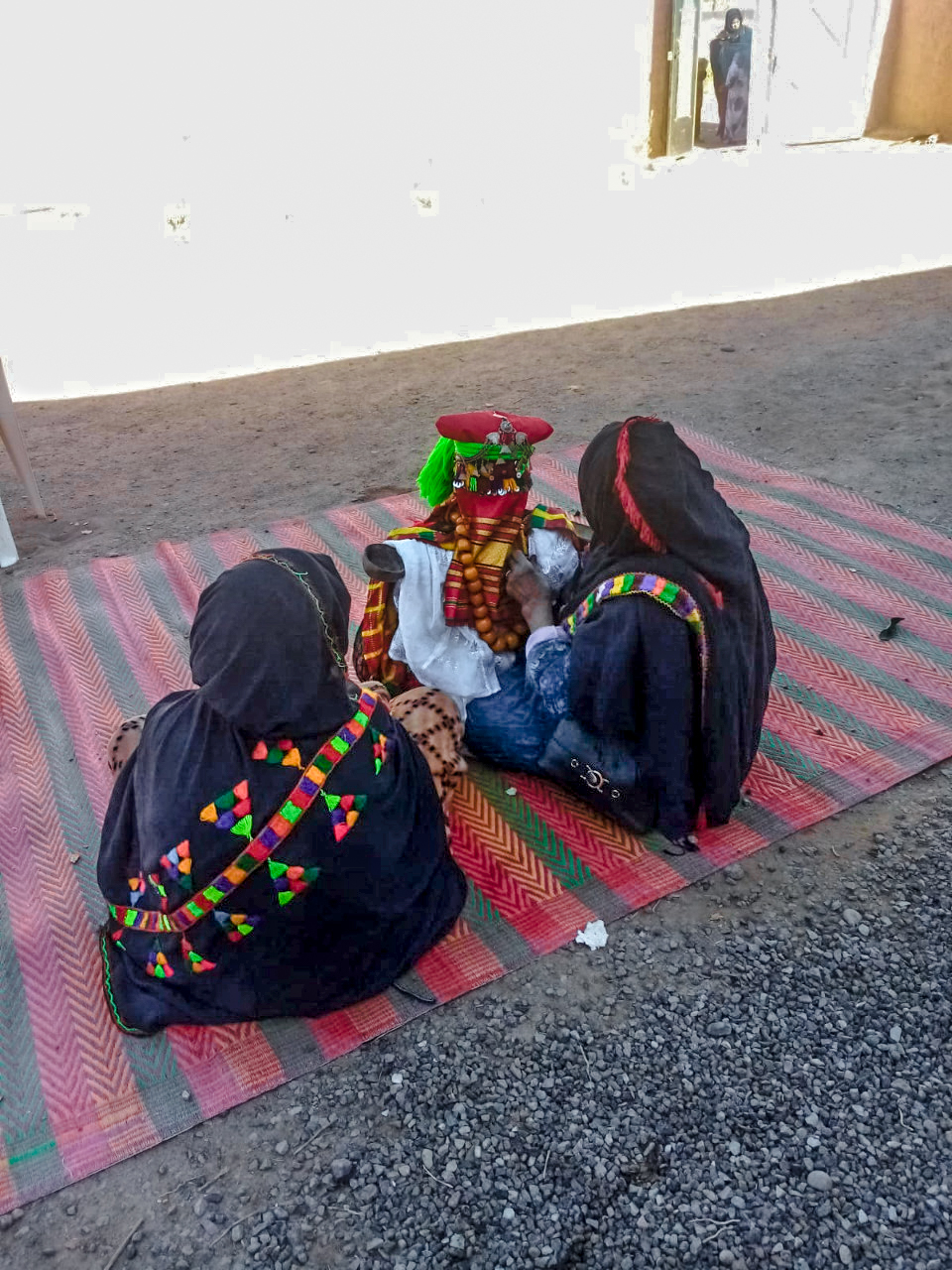
امرأتان تحضران تلغنجا
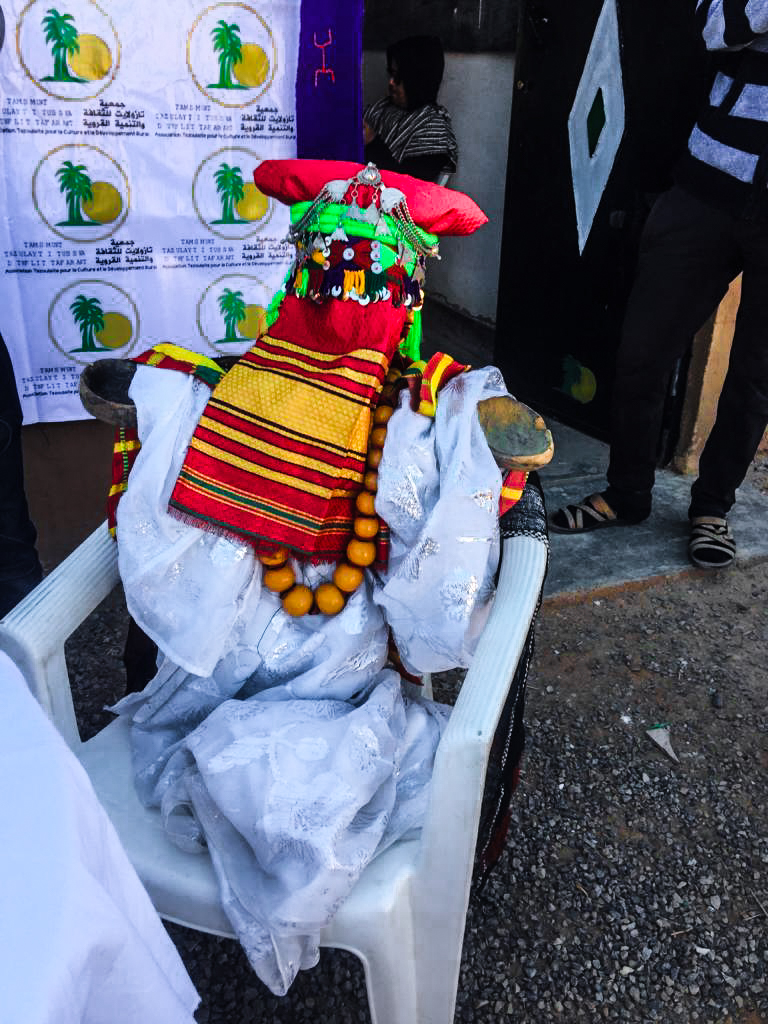
تلغنجا آيت خباش (مصيسي)
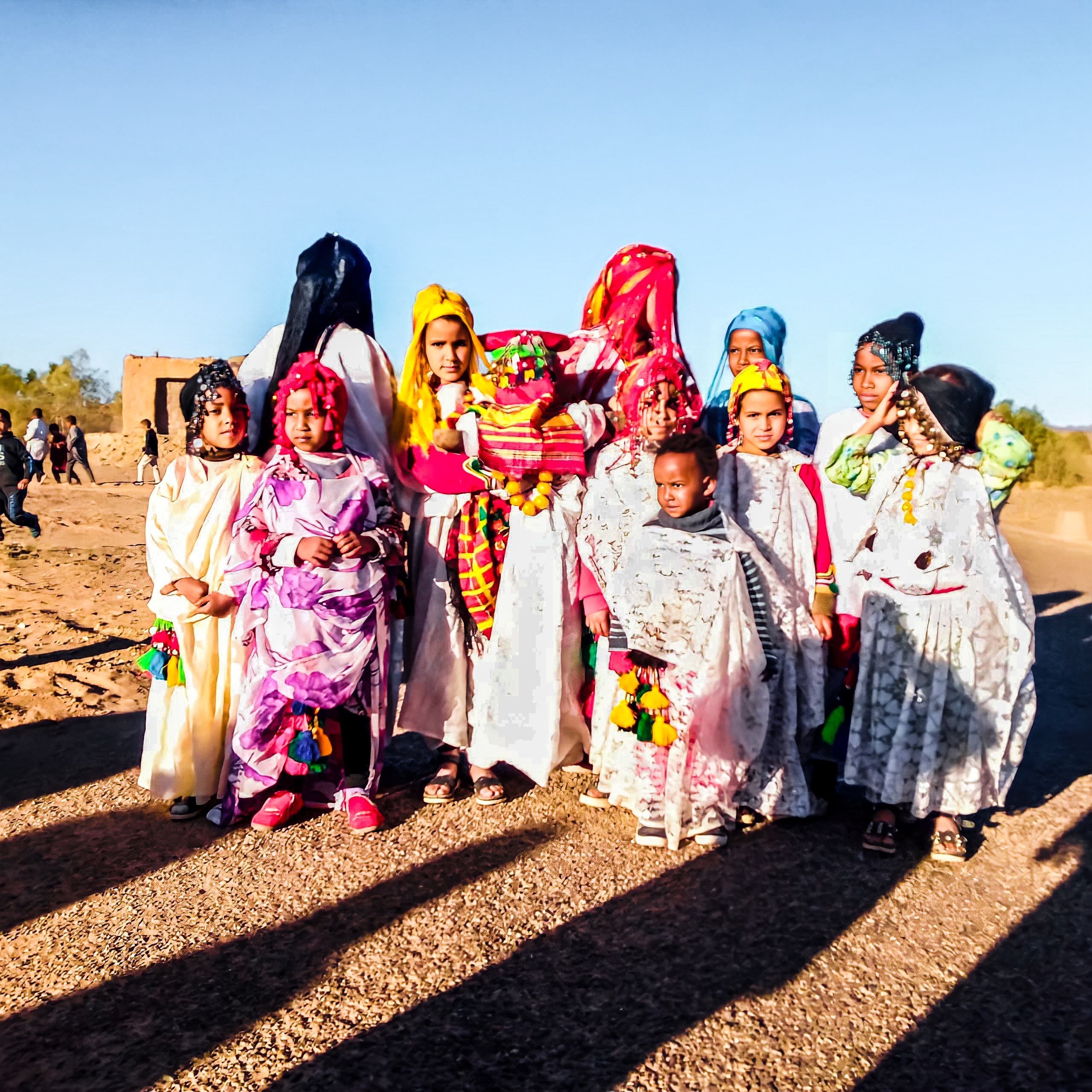
طفلات رفقة تلغنجا جنوب شرق المغرب
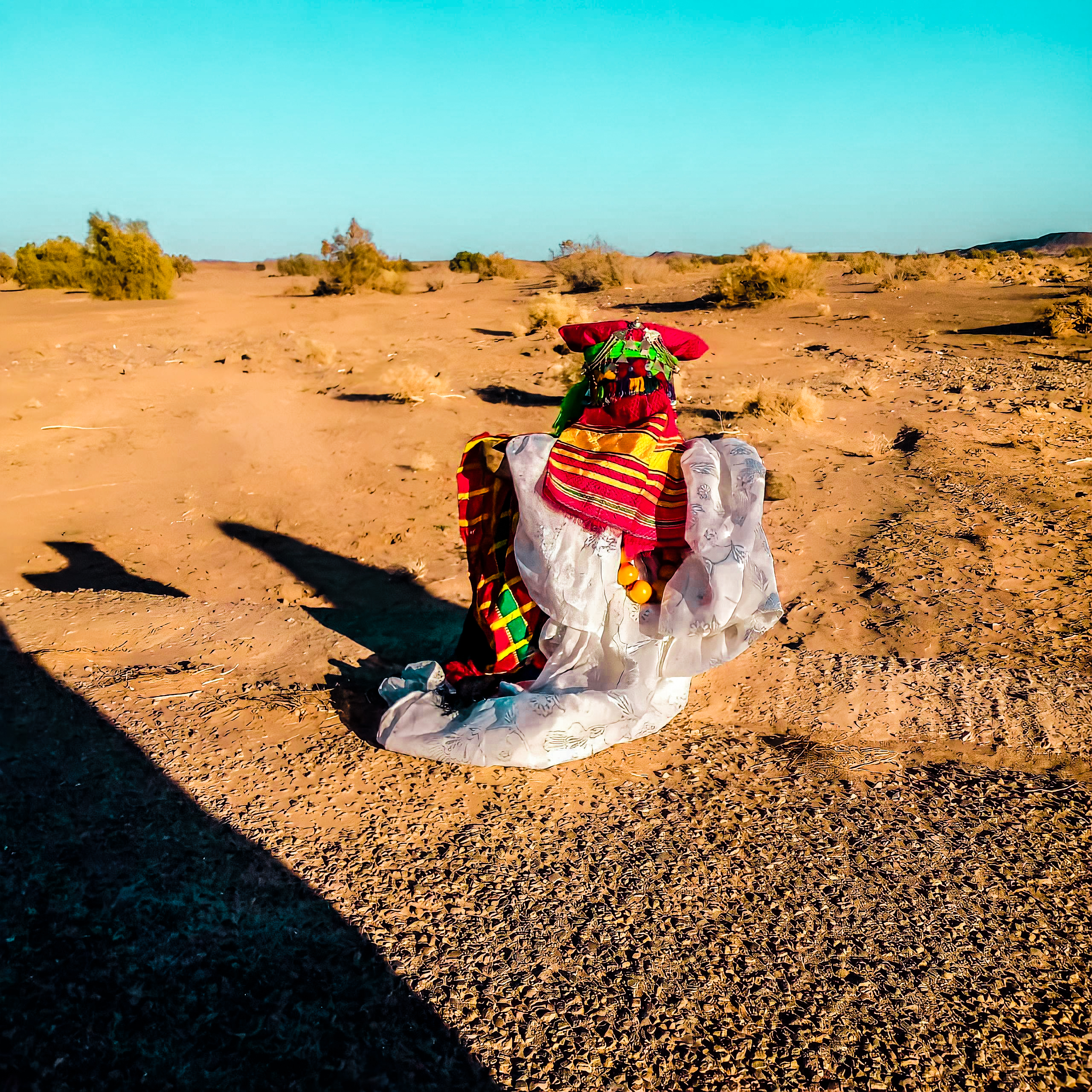
تلغنجا تنتظر قدوم الوادي
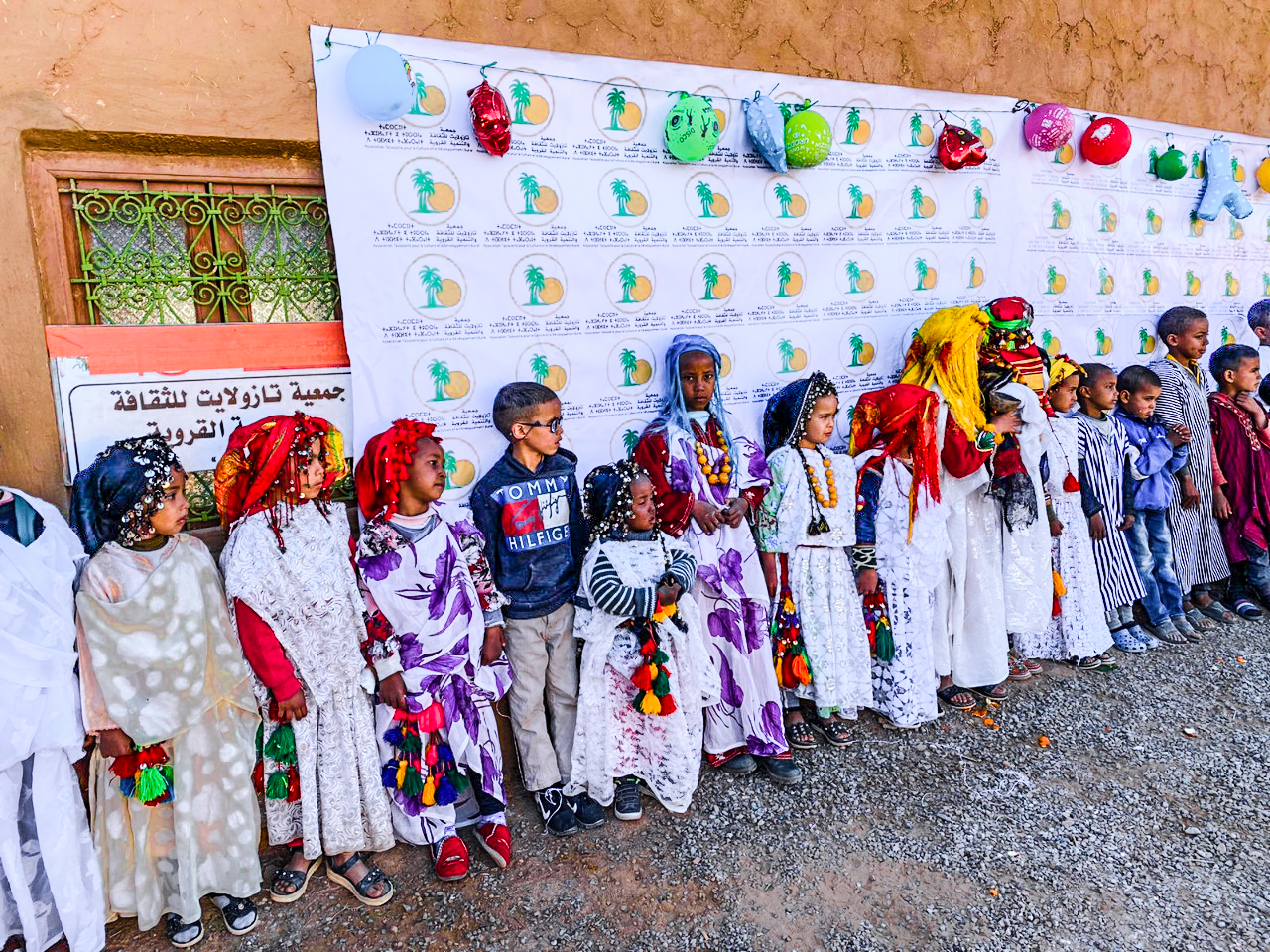
جمعية تنظم طقس تلغنجا سنة 2020
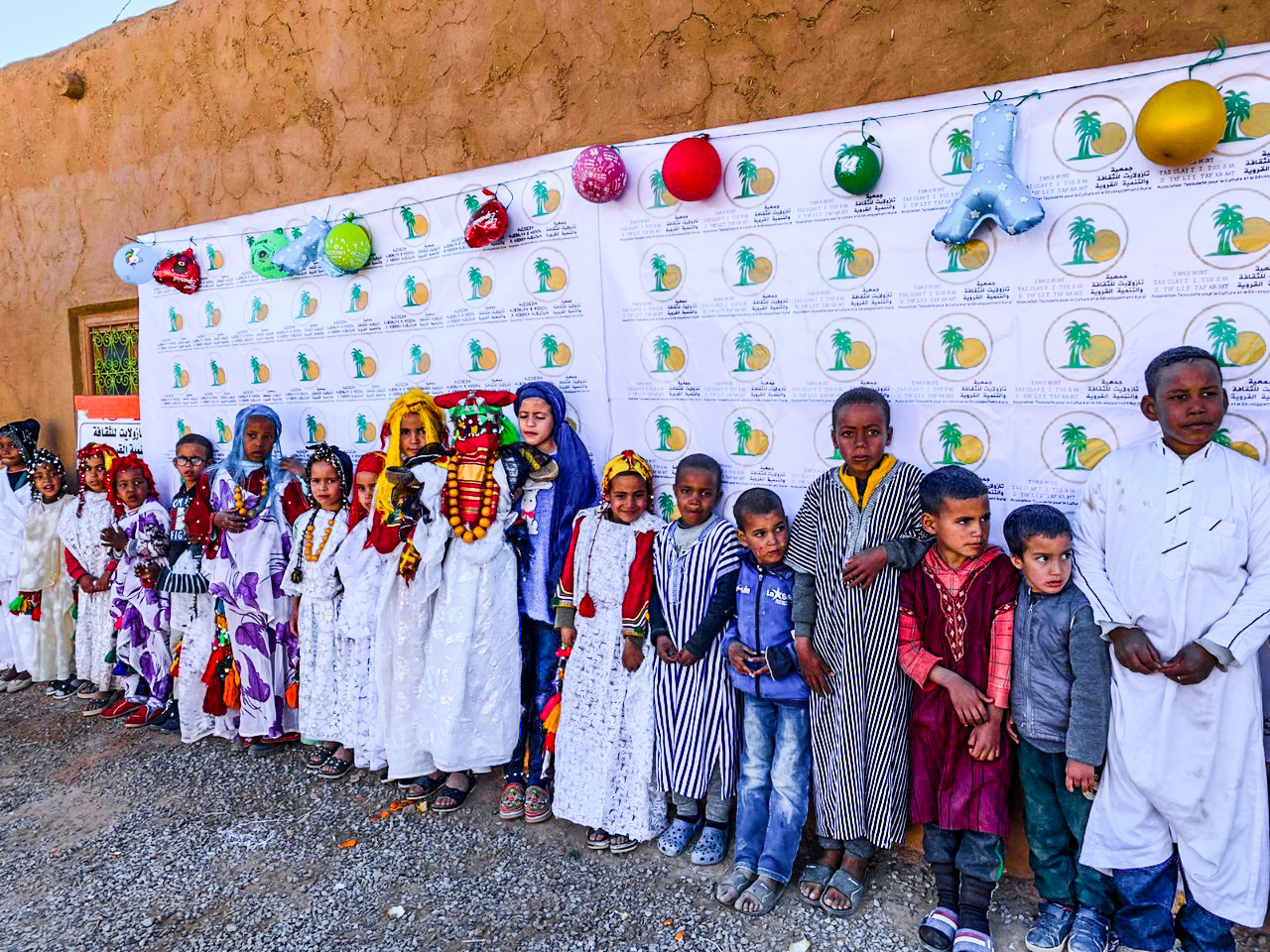
أطفال إحدى الجمعيات جنوب شرق المغرب رفقة تلغنجا
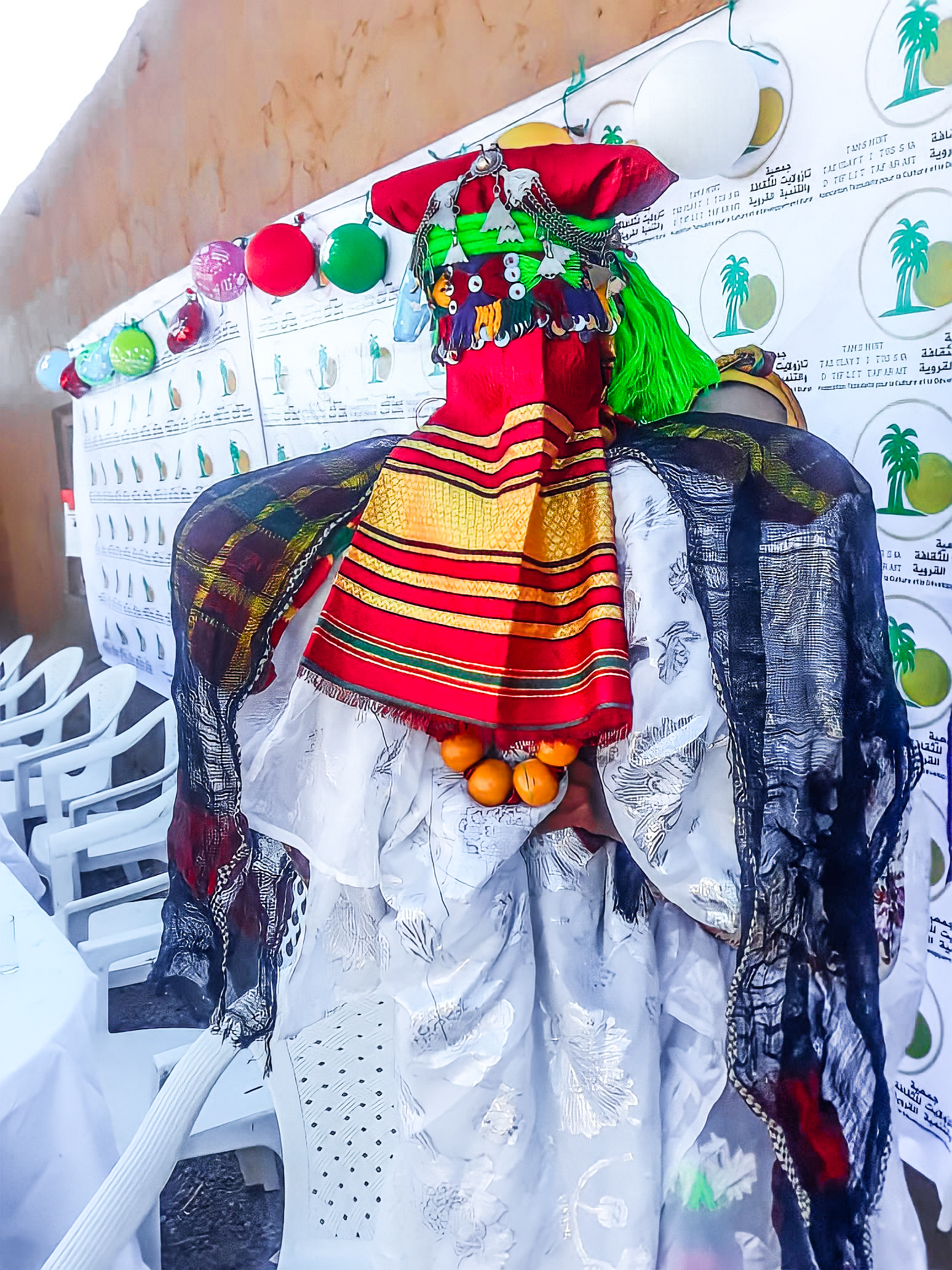
تلغنجا على هيئة عروس حقيقية
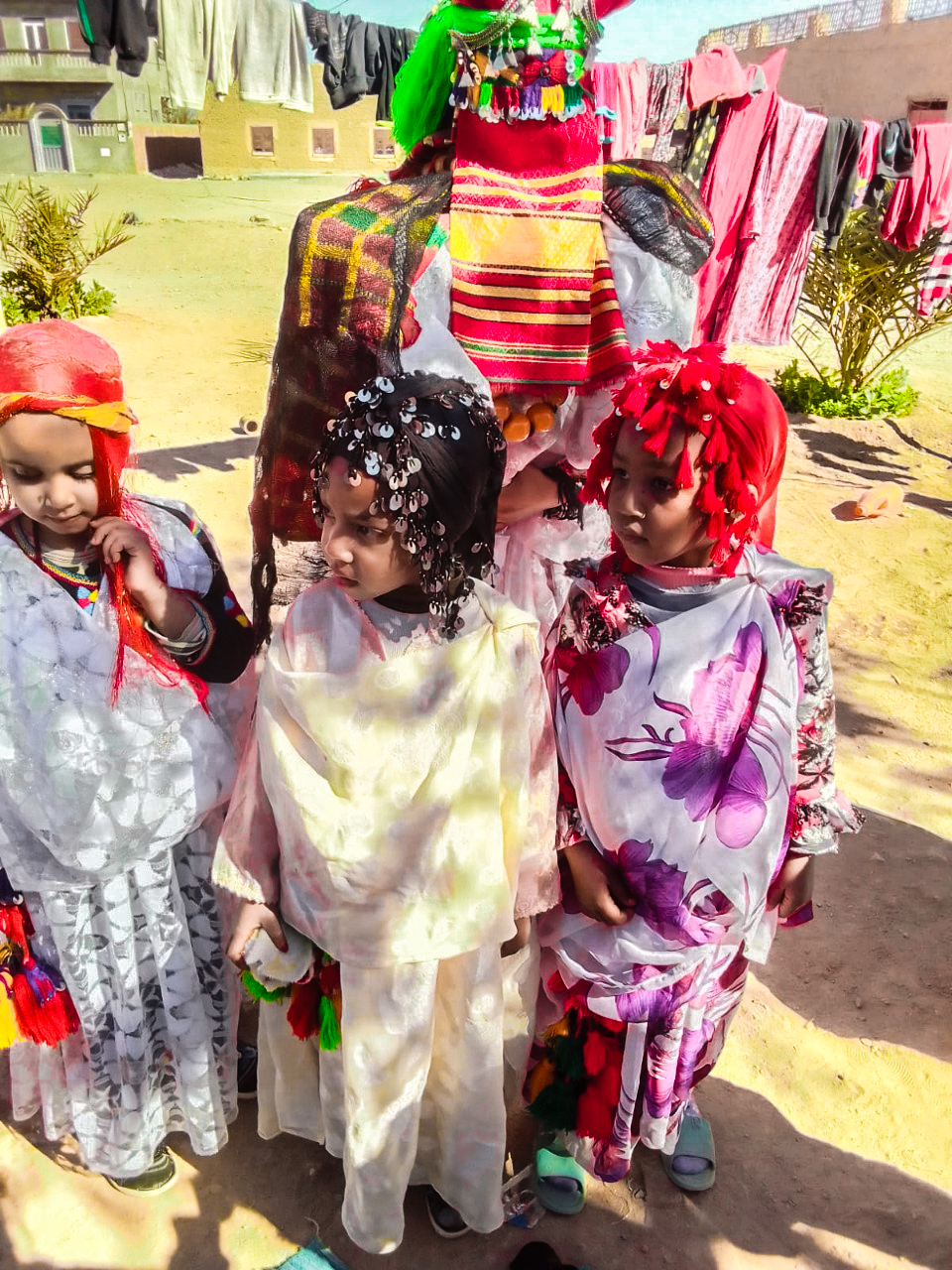
طفلات رفقة تلغنجا نواحي تنغير سنة 2020
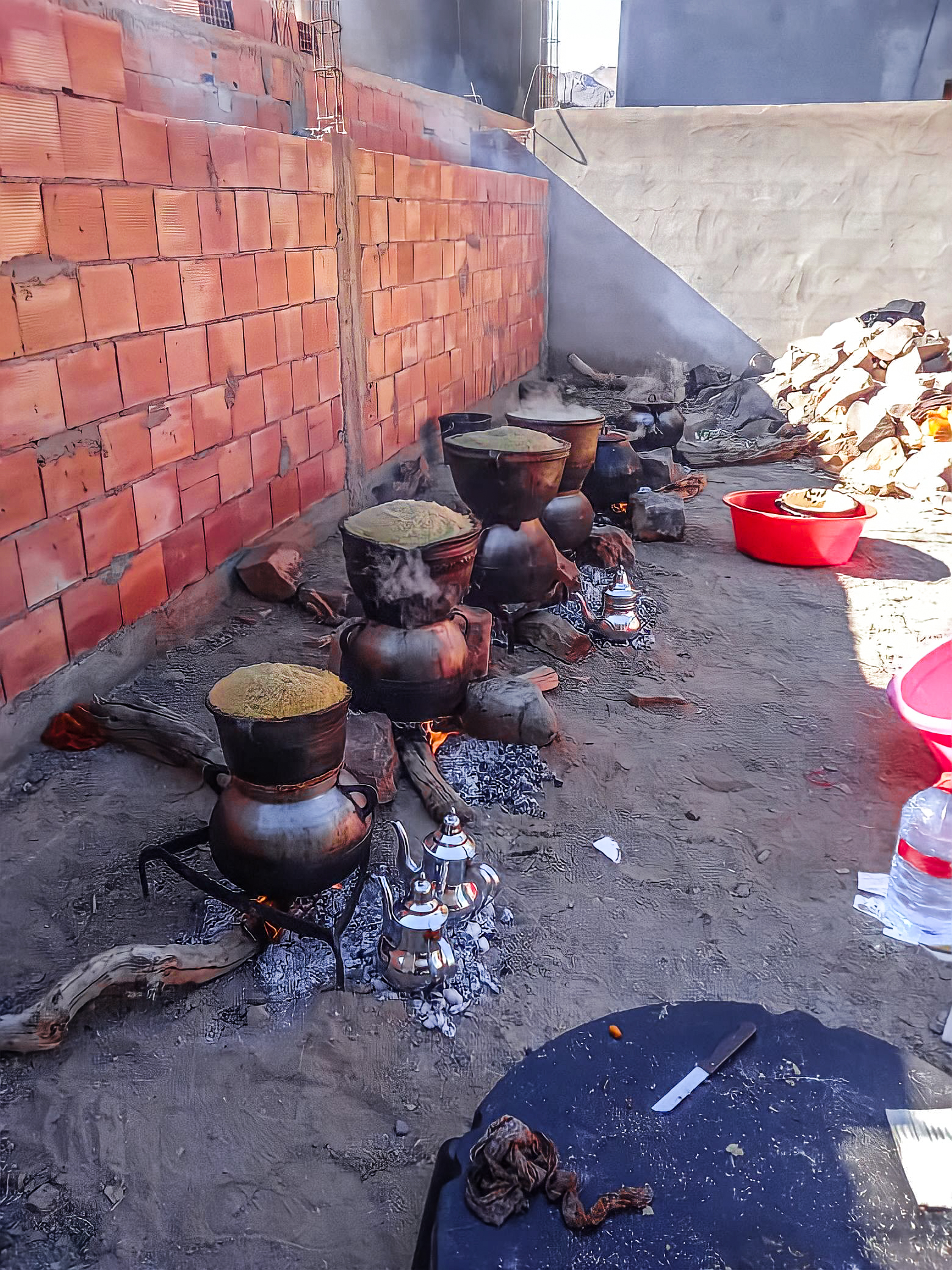
إعداد كسكس  تلغنجا بطريقة تقليدية في أكديم نيخرطان (واد إشم) سنة 2023